# Mięśnie brzucha
W anatomii człowieka do mięśni brzucha (łac. musculi abdominis) zalicza się:
Mięśnie boczne i przednie brzucha:
- mięsień prosty brzucha (łac. musculus rectus abdominis)
- mięsień skośny zewnętrzny brzucha (łac. musculus obliquus externus abdominis)
- mięsień skośny wewnętrzny brzucha (łac. musculus obliquus internus abdominis)
- mięsień poprzeczny brzucha (łac. musculus transversus abdominis)
- mięsień piramidowy (łac. musculus pyramidalis)
- u mężczyzn także mięsień dźwigacz jądra (łac. musculus cremaster)[1]

Tylne mięśnie brzucha:
- mięsień czworoboczny lędźwi (łac. musculus quadratus lumborum)
- mięśnie międzypoprzeczne boczne lędźwi (łac. musculi intertransversarii laterales lumborum)[1][2]